# Isaías Carrasco
Isaías Carrasco Miguel (Arrasate, 11 de junho de 1966 — Arrasate, 7 de março de 2008) foi um vereador pelo Partido Socialista do País Basco - Esquerda Basca em Arrasate, Guipúscoa, entre 2003 e 2007. Foi assassinado pela banda terrorista ETA a apenas dois dias de que se celebrassem eleições gerais em Espanha. A raiz deste acontecimento, a campanha eleitoral correspondente a ditos eleições foi suspendida por todos os grupos políticos.

## Biografia

Mapa de Arrasate, localidade natal de Isaías

Isaías Carrasco nasceu a 11 de junho de 1966 em Arrasate, Guipúscoa. Nasceu nessa localidade a raiz do que seus pais, naturais da localidade zamorana de Morales de Toro, se estabeleceram nela por motivos de trabalho.
Foi edil do consistório mondragonês entre 2003 e 2007. Nas eleições municipais desse ano, era o sexto na lista do PSE-EE, mas a raiz dos resultados eleitorais não pôde renovar a sua acta. Dentro do seu trabalho como vereador, participou na Comissão Informativa de Desenvolvimento Estratégico, e representou a seu partido no Conselho Sectorial de Meio ambiente. Por outro lado, participou na Junta de Governo da Comunidade do Alto Deva, substituindo a Matilde Martín Delgado.
Trabalhava como cobrador numa portagem da AP-1, a seu passo por Bergara, e era membro da União Geral de Trabalhadores. Isaías, ao não ocupar nenhum cargo público, tinha recusado utilizar os serviços de um escolta privado. Estava casado, e no momento da sua morte tinha três filhos: duas mulheres, de 20 e 14 anos; e um varão, de 4 anos.

## Assassinato

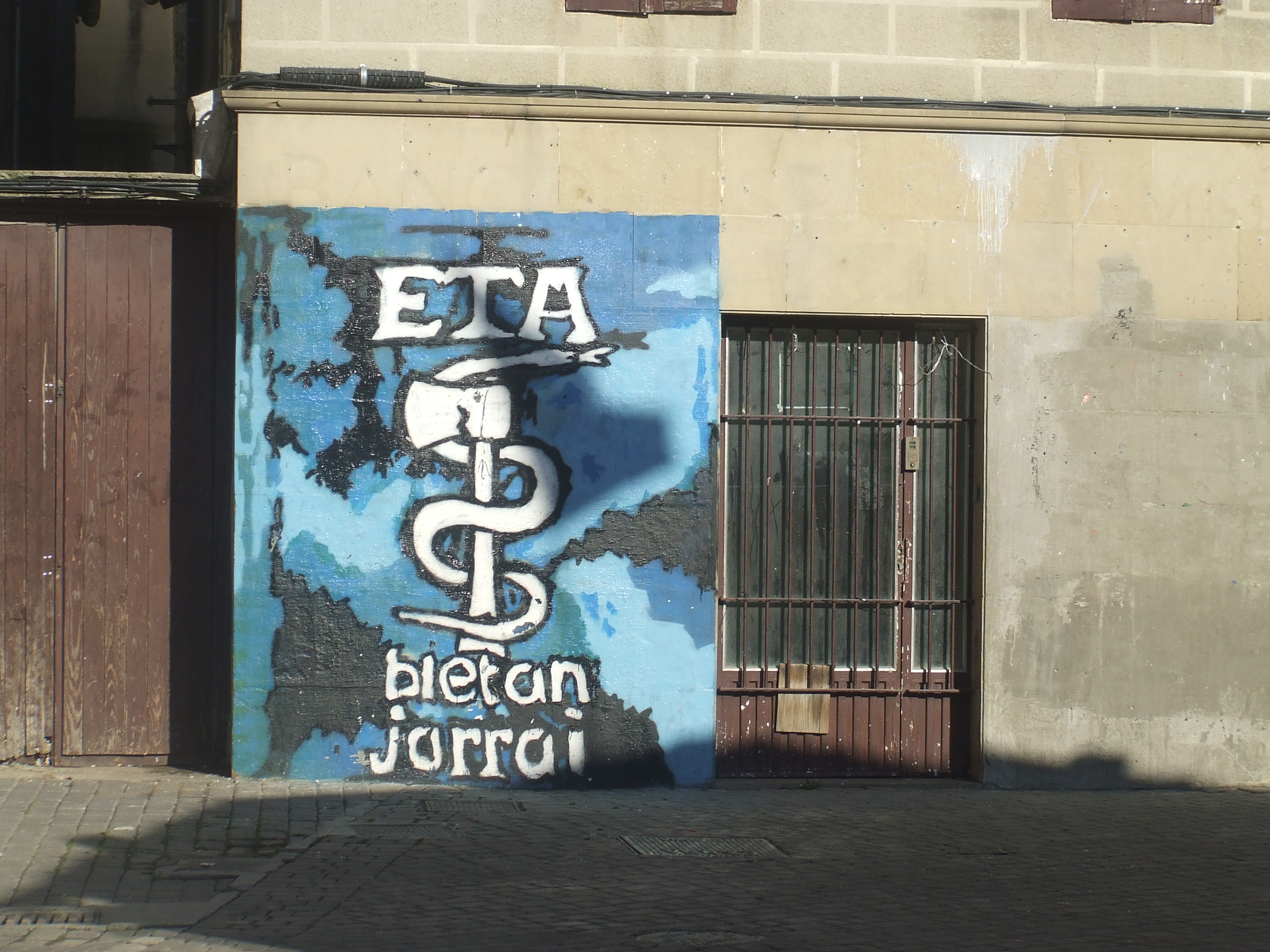
Anagrama de ETA em Alsasua

A 7 de março de 2008 Isaías foi assassinado por Beñat Aginagalde, membro da banda terrorista ETA, em Arrasate, a sua localidade natal. O atentado produziu-se às 13h30 horas aproximadamente, no portal da sua casa, com a sua mulher e sua filha maior no interior da mesma. Os factos, segundo narram-nos dois dos principais jornais de Espanha (El País e El Mundo), produziram-se quando o ex-vereador socialista se encontrava montado em seu veículo privado, quando se dispunha a ir trabalhar. Beñat, "alto, de complexão forte", segundo fontes da Ertzaintza, acercou-se ao veículo, e a um metro e meio de distância abriu fogo. O terrorista efectuou cinco disparos antes de fugir, para o qual montou-se num carro em cujo interior esperava outra pessoa.
Segundo indica a página site de El Mundo, ao ouvir os disparos a sua mulher e sua filha baixaram onde se encontrava Isaías, que ainda que conseguiu sair do veículo estava gravemente ferido. À 13h50 o ex-edil ingressou no Hospital de Mondragón, e depois de duas paragens cardiorrespiratórias os médicos certificaram a sua morte às 14h40.
A capela ardente ficou instalada o mesmo 7 de março na prefeitura de Arrasate. Assim, a 8 de março se celebrou o funeral, na igreja de San Juan Bautista. Depois do acto, milhares de pessoas, anónimas e pertencentes à classe política, foram ao enterro. De facto, alguns membros do PSE-EE, como Patxi López, portaram o caixão. O caminho ao cemitério converteu-se numa improvisada manifestação, na qual o povo foi percorrido enquanto os assistentes denunciaram a sua oposição à banda terrorista responsável pelo assassinato. A filha maior de Isaías leu um comunicado ao termo do acto, no que chamou de "covardes" aos assassinos de seu pai.

## Repercussões políticas

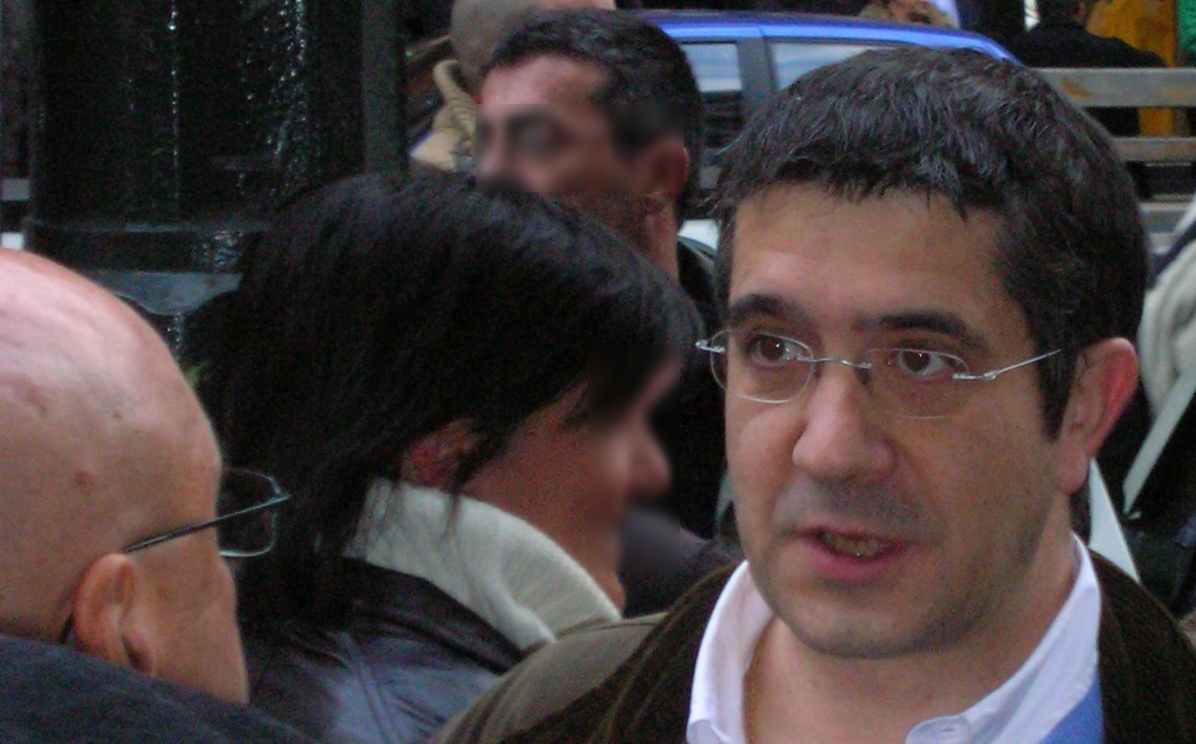
Patxi López, antigo líder do PSE-EE

A consequência mais imediata do atentado foi a suspensão da campanha eleitoral. Isto foi lembrado por José Luis Rodríguez Zapatero e Mariano Rajoy numa conversa telefónica. Depois da mesma, ambos condenaram o atentado. Não apenas o PSOE e PP, os dois partidos maioritários de Espanha, suspenderam a sua campanha e expressaram a sua rejeição ante o assassinato. Muitos outros o fizeram, salvo algumas excepções como a de CiU. Seu líder Josep Antoni Duram i Lleida, não obstante, condenou publicamente o atentado.
Durante a celebração da capela ardente, produziu-se um incidente entre Patxi López e Mariano Rajoy. Em primeiro lugar, a família tinha pensado não receber a nenhum membro do PP, mas finalmente acedeu para que não tivesse nenhuma interpretação de tom político. Finalmente, quando os dois políticos anteriormente citados se encontraram, Patxi López recriminou a Mariano Rajoy o ter dito duas semanas antes no debate televisivo com Zapatero que os socialistas traem às vítimas do terrorismo.
Posteriormente, Patxi López explicou o incidente em seu blog pessoal. Por sua vez, María San Gil, líder do Partido Popular do País Basco, declarou que "Patxi López arrepender-se-á de ter increpado a Rajoy".
A 11 de março de 2008, numa entrevista concedida à cadena SER, José Luis Perestelo, deputado por Coalizão Canaria e presidente do Cabildo Insular de Palma, realizou umas duras críticas ao discurso pronunciado por Sandra Carrasco, filha de Isaías Carrasco, durante os funerais de seu pai, manifestando seu inconformismo com o suposto tom político e as consequências eleitorais destas palavras. Perestelo acusou ao Partido Socialista de manipular à jovem e de aproveitar da situação. Estas declarações provocaram uma série de reacções que culminaram com o boicote à corrente SER por parte dos membros de Coalizão Canaria na Palma, se negando a atender a esta emissora.
A2 de abril de 2008, a banda terrorista ETA, através do diário Gara, emitiu um comunicado assumindo várias "acções armadas", entre as que se inclui o assassinato de Isaías.

## Detenção do autor e julgamento
Em março de 2009, uma investigação da Ertzaintza identificou ao suposto etarra Beñat Aguinagalde, condenado a 32 anos de cadeia, como o autor do assassinato de Isaías Carrasco e do posterior do empresário Ignacio Uría. O 28 de fevereiro de 2010 foi detido em Cahan, Normandia (norte de França), e em junho de 2014 foi absolvido da acusação, ao ter demonstrado que se encontrava fazendo um exame no momento do atentado.
A Audiência Nacional repetiu em 2015 a vista por ordem do Tribunal Supremo que estimou que a Sala que lhe tinha absolvido no passado vulnerou o direito à tutela judicial efectiva por excluir como prova de cargo sem suficiente motivação a identificação fotográfica do arguido que fez uma testemunha que reconheceu a Aguinagalde na cena do crime. A Secção Terceira da Sala do Penal tem considerado a Aguinagalde culpada de um delito de assassinato terrorista, outro de tendência de armas e um de danos com finalidade terrorista. Aguinagalde tem sido condenado a 32 anos de prisão e tem estimado que a mulher e filhos da vítima devem ser indemnizados com meio milhão de euros pelo dano moral ocasionado e a perda de rendimentos na unidade familiar.